# Paningkaban
Paningkaban is een bestuurslaag in het regentschap Banyumas van de provincie Midden-Java, Indonesië. Paningkaban telt 3985 inwoners (volkstelling 2010).